# AB DEST!? TOUR!? 2010
『AB DEST!? TOUR!? 2010』（AB ですと ツアー 2010）は、日本の4人組ボーカルグループ・GReeeeNのアルバムである。2010年5月26日に発売。

## 解説
- このアルバムは、ニンテンドーDSソフト『HUDSON×GReeeeN ライブ!?DeeeeS!?』の世界をCDで再現したGReeeeN初の"ライブ!?"CDである[2]。
- ゲームでプレイできる３つのライブステージ"DOME" "STADIUM" "SHIBUYA"の音源が収録されている。
- 本作は3枚のCDが入った初回限定盤2種類と、これら3枚をバラ売りする通常盤の、計5種類で発売される[3]。

| タイトル                                          | 特典       | 価格   | 販売生産番号 |
| ------------------------------------------------- | ---------- | ------ | ------------ |
| [完全数量限定!SUPERツアートラック版][初回限定盤A] | 3CD+グッズ | 5500円 | UPCH-29048   |
| [CD3枚組たっぷり30曲セット] [初回限定盤B]         | 3CD        | 3143円 | UPCH-29045   |
| [DOME盤] [通常盤]                                 | 1CD        | 1257円 | UPCH-20195   |
| [STADIUM盤] [通常盤]                              | 1CD        | 1257円 | UPCH-20196   |
| [SHIBUYA盤] [通常盤]                              | 1CD        | 1257円 | UPCH-20197   |

## 完全数量限定!SUPERツアートラック版
- グッズ1：ツアータオル
- グッズ2：ピンバッジ
- グッズ3：リストバンド

## 収録曲

### Disc 1「DOME」
1. 光
2. パリピポ
3. UNITY
3rdシングルのカップリング曲。
4. 刹那
10thシングル曲。
5. DREAM
2ndシングルのカップリング曲。
6. 冬のある日の唄
8thシングル「扉」の初回限定盤に付属されていたギフトCDの曲。
7. ルーキーズ
7thシングルのカップリング曲。
8. 遥か
11thシングル曲。
9. 声
10. 道
1stシングル曲。

### Disc 2「STADIUM」
1. SUN SHINE!!!
2. HIGH G.K LOW ～ハジケロ～
2ndシングル曲。
3. ハレルヤ!!!!
4. 口笛
5. キセキ
7thシングル曲。
6. 空への手紙
7. NEW LIFE
8. 父母唄
9. Day by Day
10. 涙空
5thシングルの2曲目。

### Disc 3「SHIBUYA」
1. BE FREE
5thシングルの1曲目。
2. 東南西北 ～全員集合!!!!～
4thシングルのカップリング曲
3. レゲレゲ
4. 愛唄
3rdシングル曲。
5. 人
4thシングル曲。
6. 地球号
7. 旅立ち
6thシングル曲。
8. 絆
1stシングルのカップリング曲。
9. 扉
8thシングル曲。
10. 歩み
9thシングル曲。